# 桥梓镇
桥梓镇，是中华人民共和国北京市怀柔区下辖的一个镇。

## 行政区划
桥梓镇下辖以下地区：
茶坞铁路社区、前桥梓村、后桥梓村、山立庄村、东茶坞村、西茶坞村、前茶坞村、平义分村、沙峪口村、新王峪村、上王峪村、苏峪口村、岐庄村、东凤山村、红林村、口头村、凯甲庄村、北宅村、峪口村、峪沟村、一渡河村、后辛庄村、前辛庄村、秦家东庄村和杨家东庄村。

## 概览
北京市怀柔区桥梓镇位于怀柔城区西部，地处怀柔、顺义、昌平三区交界，全镇面积112.62平方公里，辖24个行政村，2.3万人，是怀柔区面积最大的平原镇。这里民风淳朴、交通便捷，山清水秀，空气质量全年Ⅰ级，得天独厚的自然环境和优势明显的区位条件是投资创业的首选。桥梓镇自然环境优美，广袤的平原、高低起伏的丘陵、浅山，宜人的气候、风景秀丽的湖泊、清爽甘甜的矿泉、天然的绿色氧吧，形成了得天独厚的自然风景。